# NGC 258
NGC 258 ist eine linsenförmige Galaxie vom Hubble-Typ SB0-a im Sternbild Andromeda am Nordsternhimmel. Sie ist schätzungsweise 271 Millionen Lichtjahre von der Milchstraße entfernt und hat einen Durchmesser von etwa 40.000 Lichtjahren.

Das Objekt wurde am 22. Dezember 1848 von dem irischen Astronomen George Johnstone Stoney, einem Assistenten von William Parsons, entdeckt.